# Clubiona hummeli
Clubiona hummeli este o specie de păianjeni din genul Clubiona, familia Clubionidae, descrisă de Schenkel, 1936. Conform Catalogue of Life specia Clubiona hummeli nu are subspecii cunoscute.